# Sciaromiopsis sinensis
Sciaromiopsis sinensis är en bladmossart som beskrevs av Brotherus 1924. Sciaromiopsis sinensis ingår i släktet Sciaromiopsis och familjen Amblystegiaceae. IUCN kategoriserar arten globalt som starkt hotad. Inga underarter finns listade i Catalogue of Life.